# LED-Drucker

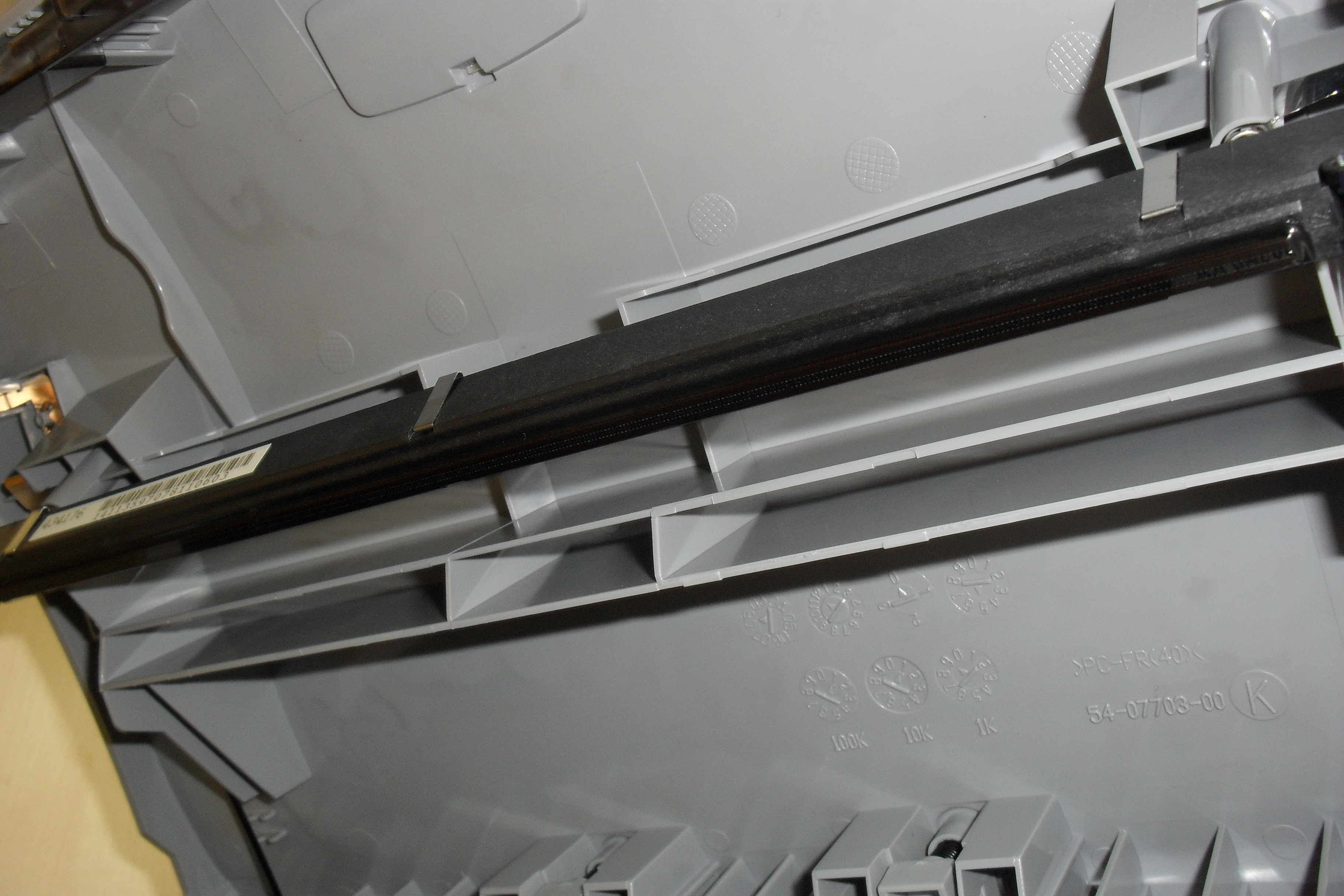
Schwarze Belichtungseinheit eines LED-Druckers

Ein LED-Drucker ist ein elektrofotografischer Computerdrucker, der wie ein Laserdrucker nach dem Prinzip der Xerografie arbeitet, aber eine Leuchtdioden-Zeile als Lichtquelle nutzt.
Laser-Systeme arbeiten mit einer komplizierten Spiegelanordnung, die sich während der Lebensdauer des Geräts nicht verstellen darf. Mit dieser scannt der Laser von einem Ende einer Zeile zum anderen und wiederholt den Vorgang dann in der nächsten Zeile. Er entwirft so beim Durchlauf der Vorlage ein Bild auf der Drucktrommel.
Im Gegensatz dazu arbeitet ein LED-Drucker mit einer Reihe von LEDs, die über die gesamte Breite des Druckkopfs angeordnet sind, und belichtet gleichzeitig die gesamte Breite der Seite. 
Aufgrund ihres Funktionsprinzips, zeilenweise zu belichten, können LED-Drucker schneller drucken als Laserdrucker, die punktweise belichten. Weil ein LED-Druckkopf im Vergleich zu einem Laser-Druckkopf weniger oder keine beweglichen Teile hat, sind LED-Drucker zusätzlich zuverlässiger im Betrieb und günstiger herzustellen als Laserdrucker (Siehe auch Green IT).
Qualitätsunterschiede in der Leuchtdiodenreihe eines LED-Druckers bewirken Ungleichmäßigkeiten in seinem Druckbild immer gleicher Punktdichte.
Oki beansprucht für sich, 1981 den ersten LED-Drucker produziert zu haben. Das Prinzip wurde jedoch möglicherweise von Casio entwickelt. Casio stellte zur selben Zeit einen LCS-Drucker vor, bei dem statt einer LED-Matrix eine Flüssigkristallmatrix mit starker Lampe dahinter zum Einsatz kommt.